# جايدو فان دي كامب
جايدو فان دي كامب (بالهولندية: Guido van de Kamp)‏ هو لاعب كرة قدم هولندي، ولد في 8 فبراير 1964 في سيرتوخيمبوس في هولندا. لعب مع إن إي سي نيميخن ودندي يونايتد ودونفرملين أثلتيك ودين بوستش وريث روفرز ونادي ألوا أثليتيك.

## وصلات خارجية
- جايدو فان دي كامب على موقع قاعدة بيانات كرة القدم.إي يو (الإنجليزية)
- جايدو فان دي كامب على موقع Soccerbase.com (لاعب) (الإنجليزية)
- جايدو فان دي كامب على موقع عالم كرة القدم.نت (الإنجليزية)